# Kanton Cirey-sur-Vezouze
Der Kanton Cirey-sur-Vezouze war von 1790 bis 2015 ein französischer Kanton im Arrondissement Lunéville, im Département Meurthe-et-Moselle und in der Region Lothringen; sein Hauptort war Cirey-sur-Vezouze.
Der Kanton Cirey-sur-Vezouze war 9.865 Hektar (98,65 km²) groß und hatte (2006) 3.444 Einwohner, was einer Bevölkerungsdichte von 35 Einwohnern pro km² entsprach. Er lag im Mittel auf 335 Meter über dem Meeresspiegel, zwischen 273 m in Cirey-sur-Vezouze und 715 m in Saint-Sauveur.

## Lage
Der Kanton lag ganz im Südosten des Départements Meurthe-et-Moselle an dessen Grenze.

Lage des Kantons Cirey-sur-Vezouze im Département Meurthe-et-Moselle
Lage des Kantons Cirey-sur-Vezouze im Arrondissement Lunéville

## Geschichte
Ein Kanton Cirey wurde erstmals 1790 gegründet und war bis 1795 Teil des Distrikts Blâmont. Er umfasste die Gemeinden Bertrambois, Cirey-sur-Vezouze, Hattigny, Nonhigny, Parux, Petitmont, Raon-lès-Leau, Saint-Sauveur, Tanconville und Val-le-Bon-Moutier. Bei der Reorganisation der Verwaltung im Jahr IX (1800) wurde der Kanton aufgelöst und dessen bisheriger Sprengel mit dem Kanton Lorquin vereinigt. Infolge des Krieges von 1870–71 erfolgte dann die Neugründung mit sieben bei Frankreich verbliebenen Gemeinden des Kantons Lorquin (Lörchingen); die Gemeinde Raon-lès-Leau wurde (ohne ihre großen Waldungen, die zum Deutschen Reich kamen) dem Kanton Badonviller angeschlossen.
Im Jahr 2014 wurde der Kanton im Zuge der Wahlrechtsreform zum Conseil départemental aufgelöst und die zugehörigen Gemeinden – wie auch die der benachbarten Kantone Baccarat, Badonviller und Blâmont – zum neuen Kanton Baccarat vereinigt.

## Gemeinden
Der Kanton bestand aus sieben Gemeinden:
| Gemeinde          | Einwohner Jahr | Fläche km² | Bevölkerungsdichte | Code INSEE | Postleitzahl |
| ----------------- | -------------- | ---------- | ------------------ | ---------- | ------------ |
| Bertrambois       | 345 (2013)     | 18,46      | 19 Einw./km²       | 54064      | 54480        |
| Cirey-sur-Vezouze | 1.702 (2013)   | 16,39      | 104 Einw./km²      | 54129      | 54480        |
| Parux             | 71 (2013)      | 4,38       | 16 Einw./km²       | 54419      | 54480        |
| Petitmont         | 339 (2013)     | 17,60      | 19 Einw./km²       | 54421      | 54480        |
| Saint-Sauveur     | 56 (2013)      | 19,16      | 3 Einw./km²        | 54488      | 54480        |
| Tanconville       | 105 (2013)     | 4,09       | 26 Einw./km²       | 54512      | 54480        |
| Val-et-Châtillon  | 623 (2013)     | 18,57      | 34 Einw./km²       | 54540      | 54480        |

## Bevölkerungsentwicklung
| 1962  | 1968  | 1975  | 1982  | 1990  | 1999  | 2006  | 2012  |
| ----- | ----- | ----- | ----- | ----- | ----- | ----- | ----- |
| 4.345 | 4.900 | 4.478 | 3.902 | 3.629 | 3.469 | 3.444 | 3.275 |